# Michail Krug
Michail Vladimirovitj Vorobyov (Ryska: Михаил Владимирович Воробьёв;, också känd som Michail Krug (aka Michael Cirkeln) (Ryska: Михаил Круг),  född 7 april 1962, död 1 juli 2002, var en rysk sångare. Han var en av de mest kända sångerna inom blatnaja pesnja (блатна́я пе́сня), en genre som har varit populär i Ryssland sen början av 1900-talet.